# Vincent Van Quickenborne
Vincent Paul Marie Van Quickenborne (Gand, 1º agosto 1973) è un politico belga fiammingo, membro dei Liberali e Democratici Fiamminghi Aperti, è stato Vice Primo ministro del Belgio e Ministro federale delle pensioni nel Governo Di Rupo dal 6 dicembre 2011 al 22 ottobre 2012. È attualmente sindaco di Courtrai.
Il suo successo principale nella politica è stato quello di forzare l'adattamento del regime pensionistico in vigore alla fine del 2011. Alla elezioni communali del 2012 è riuscito a concludere il regno della CD&V su Courtrai ed è diventato borgomastro nel 2013. Nel governo federale viene sostituito da Alexander De Croo.
Già senatore dal 1999 al 2003 e membro del Parlamento fiammingo nel 2004, attualmente è membro della Camera dei rappresentanti del Belgio.

## Studi e carriera

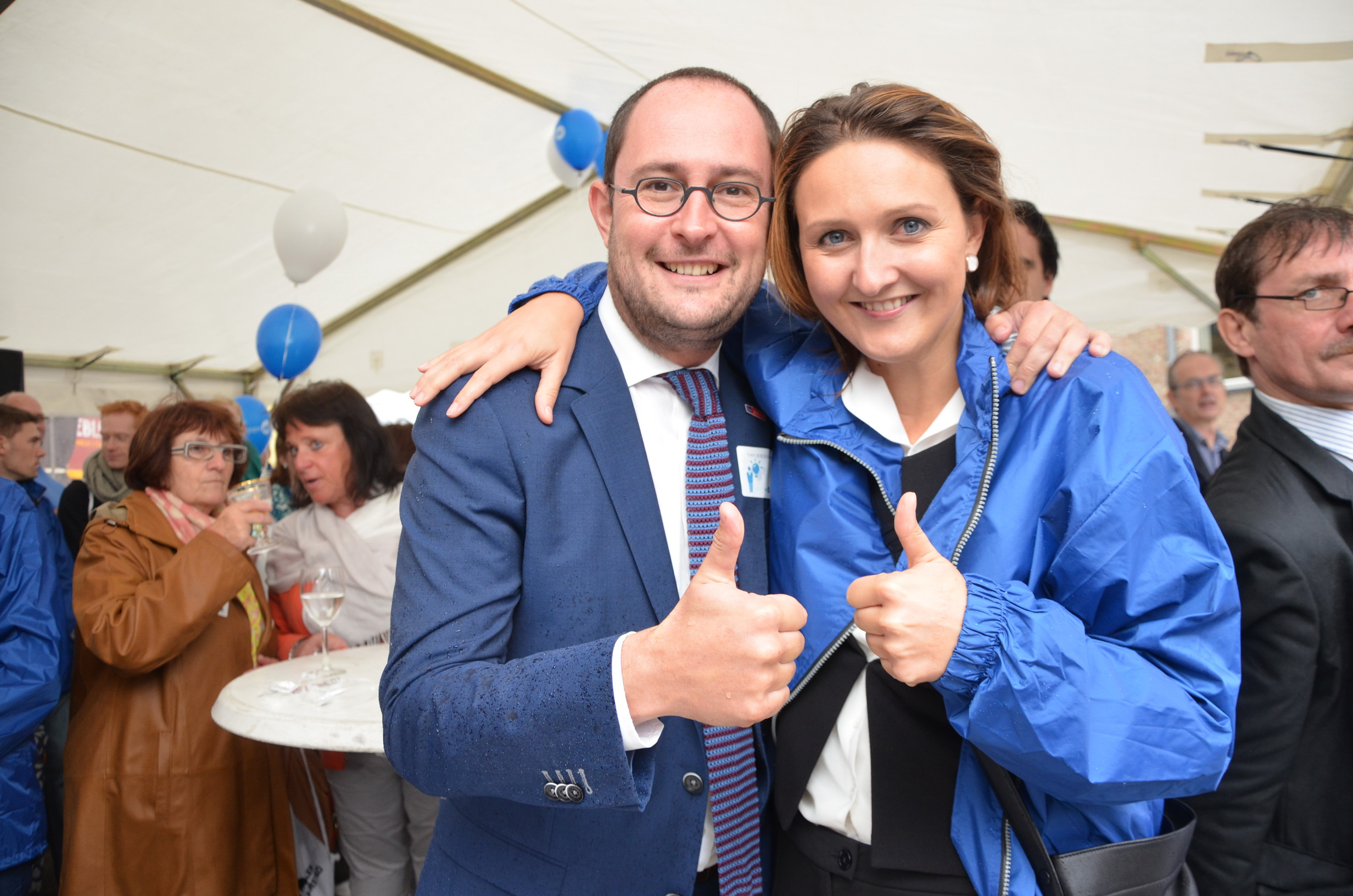
Vincent Van Quickenborne insieme al presidente del partito Gwendolyn Rutten durante la giornata Open VLD a Mechelen il 14 settembre 2013.

Nel 1991 Van Quickenborne ha completato gli studi secondari presso il Collegio Saint-Barbara di Gand. È stato membro del partito di sinistra Amada (Alle Macht aan de Arbeiders), il predecessore del PVDA/PTB, prima di diventare portavoce di TriAngel, un'associazione unitaria di sinistra. Nel 1996 ha conseguito la laurea in giurisprudenza presso la Katholieke Universiteit Leuven (KU Leuven) e ha poi lavorato come avvocato presso il bar di Kortrijk.

## Forum economico mondiale
Nel 2010 Vincent Van Quickenborne è stato selezionato dal World Economic Forum come Young Global Leader. Lo Young Global Leaders Forum è una piattaforma di figure leader della politica, dell'economia, della tecnologia e della cooperazione internazionale. Quickenborne ha vinto l'onore a causa del suo successo nella semplificazione amministrativa e nella promozione internazionale del Belgio come paese di investimento.